# Наноструктура

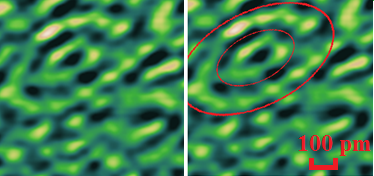
Наноструктура двошарової нанотрубки, отримана шляхом денситометрії електронної хмарки (роздільна здатність 10 пікометрів).

Нанострукту́ра (англ. nanostructure) — структура з розмірами від нанометра до мікрометра, що має особливі властивості та використовується в різних галузях хімії, фізики та біології. Сюди відносять структури типу дендримерів, фулеренів, нанотрубок, нанокластерів, квантових точок.